# Carpodacus rhodochlamys
El camachuelo dorsirrojo (Carpodacus rhodochlamys) es una especie de ave paseriforme de la familia Fringillidae propia de Asia.

## Distribución y hábitat
Se encuentra en las montañas desde el noreste de la India y Asia central (Pakistan, Afganistán, Kazajistán y Tayikistán) hasta el sur de Rusia, Mongolia y el extremo noroeste de China. Sus hábitats naturales son los bosques de montaña y las zonas de matorral boreal.